# Jamner
Jamner es una ciudad y  municipio situada en el distrito de Jalgaon en el estado de Maharashtra (India). Su población es de 46762 habitantes (2011). 

## Demografía
Según el censo de 2011 la población de Jamner era de 46762 habitantes, de los cuales 24270 eran hombres y 22492 eran mujeres. Jamner tiene una tasa media de alfabetización del 83,05%, superior a la media estatal del 82,34%: la alfabetización masculina es del 87,55%, y la alfabetización femenina del 78,26%.